# Catostylus perezi
Catostylus perezi är en manetart som beskrevs av Ranson 1945. Catostylus perezi ingår i släktet Catostylus och familjen Catostylidae. Inga underarter finns listade i Catalogue of Life.